# Takao Kuwamoto
Takao Kuwamoto est un joueur de baseball japonais né le 24 mars 1970.

## Biographie
Takao Kuwamoto participe aux Jeux olympiques d'été de 1996 à Atlanta et remporte la médaille d'argent.